# Moritz Götze

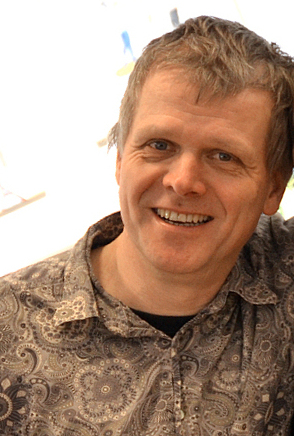
Moritz Götze, 2019

Moritz Götze (* 26. Juli 1964 in Halle (Saale)) ist ein zeitgenössischer deutscher Maler, Grafiker, Email- und Objektkünstler.

## Leben
Moritz Götze wurde als Sohn von Wasja und Inge Götze geboren und absolvierte in den Jahren 1981 bis 1983 eine Lehre als Möbeltischler, bevor er sich als Gitarrist und Sänger in Bands wie „Größenwahn“ engagierte (1981–1985) und oppositionelle Punk-Festivals organisierte.
Von 1985 bis 1995 betrieb er eine Grafikwerkstatt, in der zahlreiche Plakate und Siebdrucke nach eigenen und fremden Entwürfen entstanden. Die Wende von 1989 erlebte er als „Zeuge und Medium eines historischen Prozesses... Das Leben als professioneller Künstler begann für Moritz Götze hingegen mit allen Glücksmomenten entfesselter Freiheit…“ (Paul Kaiser). 1991 bis 1994 übernahm Götze einen Lehrauftrag für Serigrafie (Siebdruck) an der Kunsthochschule Burg Giebichenstein und 1994 eine Gastprofessur an der École Nationale Supérieure des Beaux-Arts in Paris.
Götze gründete mit Peter Gerlach 2006 in Halle den Hasenverlag, der sich der Aufarbeitung regionaler und kulturgeschichtlicher Themen annimmt.
Moritz Götze ist verheiratet mit Grita Götze.

## Werk
Moritz Götze ist ein Künstler der Erzählungen und der Mythen. Sein Repertoire ist außerordentlich reich. Schon zeitig machte der Autodidakt durch surreal verstrickte Drucke und Bilder auf sich aufmerksam. Wortfetzen und punkig-ungelenke Figuren belebten fiktive Räume, Sehnsuchtslandschaften und maritime Motive.
In den Jahren von 1990 bis 1994 schlugen sich in den Siebdruckmappen Einflüsse aus Pop Art, Comic und mittelalterlicher Buchillustration nieder. Daneben widmete der Künstler sich der Zeichnung und der Malerei. Die verwendeten Primärfarben, die klaren Kompositionen und die statuarisch-appellative Formsprache suggerieren Simplizität, aber ausgefeilte Assoziationsketten und raffinierte Codes erzeugen gleichzeitig ausgesprochene Vielschichtigkeit und Tiefe.
Collage, Assemblage, Email und Keramik bereicherten Götzes Ausdrucksmöglichkeiten. Seit 1990 wuchsen die Formate der Arbeiten, die Siebdrucke wurden mehrteilig (The little Dog). 1995 bemalte er drei Prismenwände mit großformatigen Wandelbildern (It’s a new day). 1994–95 entstanden die fünf Stockwerke umlaufenden keramischen Mosaiken im Lichthof des Leipziger Messehauses „Speck’s Hof“.
In den Folgejahren bis etwa 2000 wandte Götze sich Alltagsthemen und politischen Themen zu. Er schuf Reklametafeln aus Emaille für fiktive, nicht existierende Produkte (Orlando, Mono, Seewasserdose) und benutzte das Material auch zu großflächigen Wandgestaltungen im Berliner Bundesministerium für Wirtschaft und Technologie und im Arbeitsamt in Halle. Seine Serie „re:realismus“ beschäftigt sich mit dem sozialistischen Realismus und dem Phänomen der „Ostalgie“ (Am Schaltpult. Nach Willi Sitte, Parteidiskussion. Nach Willi Neubert). Die großformatigen Arbeiten Wo die Sonne aufgeht und Der Durchmarsch gelten historischen Begebenheiten aus der Zeit der Reichseinigung und dem Status der deutschen Gesellschaft. Das Gemälde Rokoko lässt einen Überschalljäger in eine vereiste Idylle einbrechen und Im Zimmer verteidigt eine Gruppe Europäer in Kolonialtracht verzweifelt eine letzte Bastion.

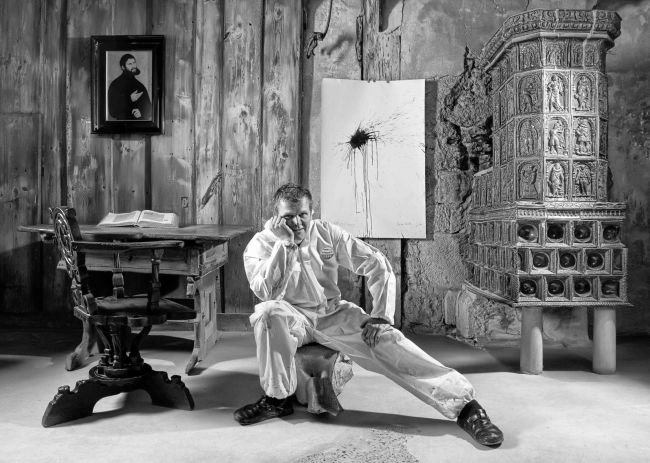
Moritz Götze

In den Jahren 2006/07 entwarf Götze mit der aus insgesamt etwa 700 Teilen bestehenden Emailkomposition Victoria ein Panorama der Moderne, durchzogen von geschichtlichen Ereignissen und Visionen künftigen Geschehens. Im Rahmen der Ausstellung zum 200. Todestag von Luise von Mecklenburg-Strelitz wurden drei große Skulpturen des Künstlers nach Motiven von Johann Gottfried Schadow vor dem Schloss Charlottenburg aufgestellt.

## Werkauswahl

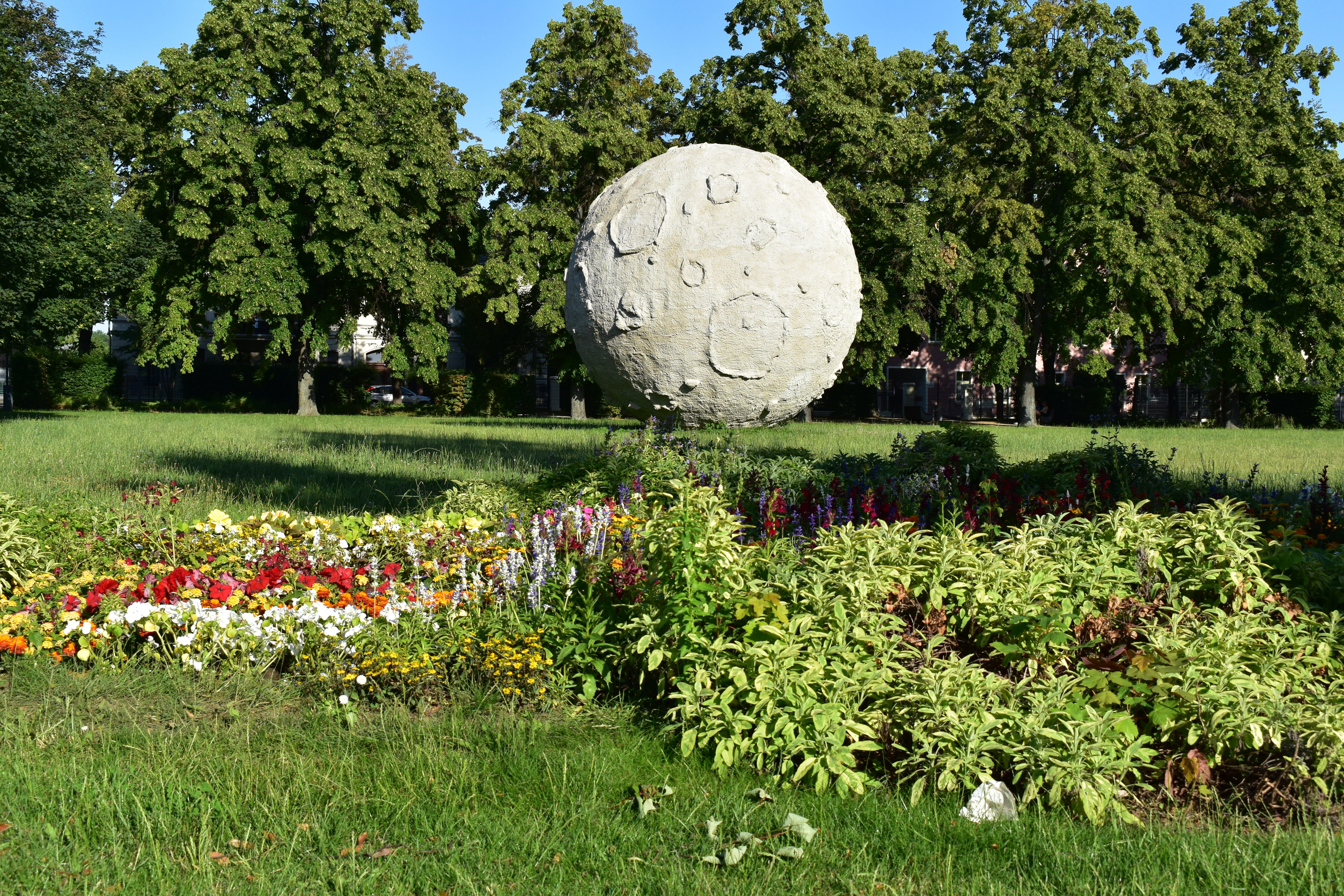
Mond in Aschersleben

Großformatige Arbeiten, Mosaik, Email
- 1994: Mosaiken, Keramik, Messehaus Specks Hof in Leipzig
- 1995: It’s a new day, großformatige Wandelbilder auf Prismenwänden
- 2000: Wandgestaltung, Email, Bundesministerium für Wirtschaft und Technologie in Berlin
- 2001: Wandgestaltung, Email, Halle (Saale), Arbeitsamt
- 2003: Mosaiken, Gebäude der Galerie Rothamel, Erfurt
- 2010: Mond, großformatige Skulptur zur Landesgartenschau Aschersleben 2010
- 2013/16: Neugestaltung der Schlosskirche St. Aegidien in Bernburg
- 2024:  Caspar-David-Friedrich-Tableau, Rathaus Greifswald[7]

Gestaltung von Büchern
- 1999: Manfred Krug: 66 Gedichte – was soll das, Gestaltung und Illustrationen, Econ, Köln, ISBN 3-430-15731-5.
- 1999: Halle um die Jahrhundertwende – Fotografien von Fritz Möller, Gestaltung, Schmiedicke, Leipzig 1991, ISBN 3-7492-0260-5.

## Einzelausstellungen (Auswahl)
- 1994 Galerie Transit, Leuven
- 1995 C’est moi. Staatliche Galerie Moritzburg, Halle (Katalog)
- 1995 Kunstverein Würzburg
- 1995 Galerie Sandmann + Haak, Hannover
- 1996 Staatliche Galerie Moritzburg, Halle
- 1997 Deutsches Generalkonsulat, New York
- 1997 Kunsthalle, Luckenwalde
- 1998 Stadtmuseum Siegburg
- 1998 Kulturbrauerei, Berlin
- 1999 Stadtmuseum Dresden
- 1999 Lindenau-Museum, Altenburg
- 1999 Mercedes-Benz Manhattan, New York
- 2002 Kunsthalle Osnabrück
- 2002 Wahnzimmer. Museum der bildenden Künste, Leipzig
- 2002 Kunstverein Friedrichshafen
- 2003 Galerie Rothamel, Erfurt
- 2004 Bildersaal deutscher Geschichte. Kunstmuseum, Magdeburg
- 2005 Der Prinzenraub. Lindenau-Museum, Altenburg
- 2007 Männer und Taten. Saarlandmuseum, Saarbrücken (Katalog)
- 2009 Nordico. Museum der Stadt Linz
- 2009 Männer und Taten. Neue Sächsische Galerie, Chemnitz (Katalog)
- 2009 Der Tintenwurf auf der Wartburg. Mit Bazon Brock. Temporäre Kunsthalle Berlin (Katalog)
- 2009 Scapa Flow. Stiftung Schloss Neuhardenberg (Katalog)
- 2009 Männer und Taten. Museum Junge Kunst, Frankfurt/Oder (Katalog)
- 2010 Unendlichkeitsmaschine. Kunstverein Wetzlar
- 2011 Mikado der Ereignisse. Kunsthalle Cloppenburg
- 2012 Deutsche Kunst. Galerie Rothamel, Erfurt (Katalog)
- 2012 Mein Feld ist die Welt. Kunstverein Rostock
- 2013 Schönheit und Untergang. Ostholstein-Museum, Eutin (Katalog)
- 2014 Götzes Pop. Kunstmuseum Moritzburg, Halle (Saale)
- 2014 German Art. Deutsches Generalkonsulat, New York (Katalog)
- 2015 Kunstmuseum Jena, Jena
- 2015 Anhaltische Gemäldegalerie Dessau, Dessau
- 2015 Museum Schloss Branitz, Cottbus
- 2015 Kunstverein Freiberg, Freiberg
- 2016 PASSION. Ludwig Mùzeum, Budapest
- 2017 Schwarzrotgold. Städtische Galerie, Offenburg[8]
- 2020 Städt. Museum Herford mit der Stiftung für Bildung & Kultur im Daniel Pöppelmann Haus, Herford[9]
- 2021 Dialog zum Deutschen Pop. Stiftung für Bildung & Kultur im Atelier „M“, Witten[10]
- 2021 Lebenszeichen. Kunstverein Ulm e. V.
- 2021 Halle am Meer. Moritz Götze. Die Klassiker der Ahrenshooper Künstlerkolonie neu interpretiert. Galerie Alte Schule, Ahrenshoop
- 2021 Lebenszeichen. Galerie Rothamel, Erfurt

## Ausstellungsbeteiligungen (Auswahl)
- 1997 Bohème und Diktatur. Deutsches Historisches Museum, Berlin
- 2002 Kunst aus den neuen Bundesländern. Bundeskanzleramt, Berlin
- 2002 Wahnzimmer. Museum der bildenden Künste, Leipzig
- 2002 Kunst und Kultur der 80er Jahre in Deutschland. Kunstverein Rügen, Puttbus
- 2002 Aus gegebenem Anlass. Sprengelmuseum, Hannover
- 2003 New Illustration. New York University
- 2003 Wahnzimmer. Kunst und Kultur der 80er Jahre in Deutschland. Museum Folkwang, Essen
- 2006 Was ist deutsch? Germanisches Nationalmuseum, Nürnberg (Katalog)
- 2008 Märkischer Sand. Kunstmuseum Dieselkraftwerk Cottbus (Katalog)
- 2010 Luise – Leben und Mythos. Schloss Charlottenburg, Berlin
- 2010 Die Sachsen und das Meer. Kunstsammlung Gera
- 2011 Matthias Baader Holst. Rote Fabrik Zürich (Katalog)
- 2011 Matthias Baader Holst. Künstlerhaus Bethanien, Berlin (Katalog)
- 2012 Tischgespräch mit Luther. Angermuseum, Erfurt (Katalog)
- 2012 Schaffens(t)räume. Kunstsammlung Gera
- 2014 Bilder machen Schule. Kunsthalle Rostock (Katalog)
- 2016 Lady Hamilton. Moritz Götze und Grita Götze. Museum Schloss Wörlitz
- 2016 Passion. Fan-Verhalten und Kunst. Stadtgalerie Kiel, Kiel
- 2017 Der Kampf. Galerie Rothamel, Frankfurt[11]

## Auszeichnungen
- 1996: Kunstförderpreis des Landes Sachsen-Anhalt

## Varia
- Für die Künstler Rüdiger Giebler und Moritz Götze handelt es sich bei dem von Thomas Mann in seinem Werk Doktor Faustus beschriebenen imaginären Ort Kaisersaschern um Pobles; ihre gemeinsame weltweite „Grand Tour“-Ausstellung trägt den Zusatz „Made in Kaisersaschern“.[12][13]